# 开明街
开明街是浙江省宁波市一条南北向城市主干道，北起和义路，经中山东路、药行街、大沙泥街，终于解放南路三角地，全长1548米。因旧有开明坊、跨越县前河有开明桥得名，道路原为开明坊，民国24年（1935年）开始改为沥青路面，文革时期曾更名为光明街，1981年恢复原名:46，为宁波老城区主要商贸集中地:196。1940年中国抗日战争期间，侵华日军在此地发动细菌战，即开明街鼠疫灾难。

## 主要相交道路
- 和义路
- 中山东路
- 药行街
- 县学街
- 大沙泥街
- 解放南路